# Simone Boye Sørensen
Simone Boye Sørensen (Regstrup, 1992. március 3. –) Európa-bajnoki ezüstérmes dán női válogatott labdarúgó, az Arsenal védője.

## Pályafutása
2014-ben az Dán labdarúgó-szövetség neki ítélte az Év játékosának járó díjat hazájában.

### Klubcsapatban
2012-ben a San Antonióban a texasi egyetem csapatában szerepelt, ahol 17 mérkőzésen 3 találatot szerzett.
Az amerikai kitérő után visszatért Dániába és a Brøndby IF játékosaként első szezonjában bemutatkozhatott a Bajnokok Ligája 2013–14-es kiírásában, ahol a Barcelona elleni góljával meg is szerezte első nemzetközi kupa találatát.
2015-ben és 2017-ben bajnoki címet, háromszor (2014, 2015, 2017) pedig kupagyőzelmet szerzett a sárga-kékekkel.
Négy év után búcsúzott a Brøndby-től és a svéd FC Rosengårdhoz igazolt 2017 júniusában. Malmőben egyszer végzett a bajnokságban csapatával a képzeletbeli dobogó második fokán.
2019. január 7-én hároméves szerződést kötött a Bayern Münchennel.
Az angol Arsenal 2021. július 22-én jelentette be szerződtetését.

### A válogatottban
2011. december 8-án mutatkozott be Chile ellen a válogatottban. Részt vett a 2017-es Európa-bajnokságon, ahol ezüstérmet szerzett Dániával.

## Statisztikái
| Sorozat              | Dátum      | Helyszín                    | Ellenfél         | Gól | Eredmény | Forrás |
| -------------------- | ---------- | --------------------------- | ---------------- | --- | -------- | ------ |
| 2014-es Algarve-kupa | 2014–03–10 | Albufeira                   | Egyesült Államok | 1   | 5–3      | [ 11 ] |
| 2015-ös vb-selejtező | 2014–09–13 | Vejle Stadion, Vejle        | Málta            | 1   | 8–0      | [ 12 ] |
| Barátságos mérkőzés  | 2015–01–15 | Belek                       | Új-Zéland        | 1   | 2–3      | [ 13 ] |
| Barátságos mérkőzés  | 2016–11–28 | Stade Leburton, Tubize      | Belgium          | 1   | 1–3      | [ 14 ] |
| 2019-es vb-selejtező | 2018–06–12 | Energi Viborg Arena, Viborg | Magyarország     | 1   | 5–1      | [ 15 ] |

## Sikerei, díjai

### Klubcsapatokban
Dán bajnok (2):
- Brøndby IF (2): 2014-15, 2016-17

 Dán kupagyőztes (3):
- Brøndby IF (3): 2013-14, 2014-15, 2016-17

 Német bajnok (1):
- Bayern München (1): 2020–21

### A válogatottban
Dánia
- Európa-bajnoki ezüstérmes: 2017

### Egyéni
- Az év játékosa (1): 2014